# Críquete nos Jogos Asiáticos de 2022
O críquete foi um dos 37 esportes disputados nos Jogos Asiáticos de 2022 na cidade de Hangzhou, na China. Os torneios internacionais Twenty20 masculino e feminino foram disputados entre os dias 19 de setembro e 7 de outubro de 2023.
Antes desta edição, o críquete foi disputado pela última vez nos Jogos Asiáticos de 2014. Os Jogos Asiáticos foram originalmente planejados para acontecer em setembro de 2022, mas depois foram adiados em um ano por causa da pandemia da COVID-19. Quatorze equipes masculinas e nove equipes femininas participaram. As equipes foram classificadas com base nas classificações do ICC T20I em 1º de junho de 2023.

## Cronograma
| P | Rodada Preliminar | ¼ | Quartas de Final | ½ | Semifinais | F | Finais |

| Evento↓/Data → | Setembro | Setembro | Setembro | Setembro | Setembro | Setembro | Setembro | Setembro | Setembro | Setembro | Setembro | Setembro | Outubro | Outubro | Outubro | Outubro | Outubro | Outubro | Outubro |
| Evento↓/Data → | 19 Ter   | 20 Qua   | 21 Qui   | 22 Sex   | 23 Sáb   | 24 Dom   | 25 Seg   | 26 Ter   | 27 Qua   | 28 Qui   | 29 Sex   | 30 Sáb   | 1 Dom   | 2 Seg   | 3 Ter   | 4 Qua   | 5 Qui   | 6 Sex   | 7 Sáb   |
| -------------- | -------- | -------- | -------- | -------- | -------- | -------- | -------- | -------- | -------- | -------- | -------- | -------- | ------- | ------- | ------- | ------- | ------- | ------- | ------- |
| Mulheres       | P        | P        | ¼        | ¼        |          | ½        | F        |          |          |          |          |          |         |         |         |         |         |         |         |
| Homens         |          |          |          |          |          |          |          |          | P        | P        | P        |          | P       | P       | ¼       | ¼       |         | ½       | F       |

## Medalhistas

### Medalhistas
| Event             | Ouro | Prata | Bronze |
| ----------------- | --- | --- | --- |
| Torneio Masculino | IND Índia Ruturaj Gaikwad Yashasvi Jaiswal Shivam Dube Rahul Tripathi Tilak Varma Rinku Singh Jitesh Sharma Washington Sundar Shahbaz Ahmed Ravi Bishnoi Avesh Khan Arshdeep Singh Mukesh Kumar Prabhsimran Singh Sai Kishore Akash Deep | AFG Afeganistão Gulbadin Naib Mohammad Shahzad Fareed Ahmad Qais Ahmad Zubaid Akbari Sharafuddin Ashraf Sediqullah Atal Karim Janat Zahir Khan Nijat Masood Shahidullah Sayed Shirzad Wafiullah Tarakhil Noor Ali Zadran Afsar Zazai                                                             | BAN Bangladesh Saif Hassan Afif Hossain Parvez Hossain Emon Zakir Hasan Jaker Ali Yasir Ali Mrittunjoy Chowdhury Rishad Hossain Shahadat Hossain Tanvir Islam Mahmudul Hasan Joy Sumon Khan Ripon Mondol Rakibul Hasan Nahid Rana Hasan Murad |
| Torneio Feminino  | IND Índia Kanika Ahuja Anusha Bareddy Uma Chetry Rajeshwari Gayakwad Richa Ghosh Amanjot Kaur Harmanpreet Kaur Smriti Mandhana Minnu Mani Jemimah Rodrigues Titas Sadhu Deepti Sharma Devika Vaidya Pooja Vastrakar Shafali Verma        | SRI Sri Lanka Chamari Athapaththu Nilakshi de Silva Kavisha Dilhari Imesha Dulani Vishmi Gunaratne Achini Kulasuriya Sugandika Kumari Kaushini Nuthyangana Hasini Perera Udeshika Prabodhani Inoshi Priyadharshani Oshadi Ranasinghe Inoka Ranaweera Harshitha Samarawickrama Anushka Sanjeewani | BAN Bangladesh Marufa Akter Nahida Akter Shorna Akter Disha Biswas Fargana Hoque Rabeya Khan Fahima Khatun Sultana Khatun Sanjida Akter Meghla Lata Mondal Ritu Moni Sobhana Mostary Shathi Rani Nigar Sultana Shamima Sultana                |

## Tabela geral de medalhas
| Pos.               | País               | Ouro | Prata | Bronze | Total |
| ------------------ | ------------------ | ---- | ----- | ------ | ----- |
| 1                  | IND Índia          | 2    | 0     | 0      | 2     |
| 2                  | AFG Afeganistão    | 0    | 1     | 0      | 1     |
| 2                  | SRI Sri Lanka      | 0    | 1     | 0      | 1     |
| 4                  | BAN Bangladesh     | 0    | 0     | 2      | 2     |
| Total (4 entradas) | Total (4 entradas) | 2    | 2     | 2      | 6     |